# Gråbrun visslare
Gråbrun visslare (Pachycephala griseonota) är en fågel i familjen visslare inom ordningen tättingar.

## Utbredning och systematik
Gråbrun visslare delas in i sex underarter:
- griseonota-gruppen
  - Pachycephala griseonota lineolata - förekommer i Banggaiöarna (Peleng) och Sulaöarna (Taliabu, Seho och Sanana)
  - Pachycephala griseonota cinerascens - förekommer i norra Moluckerna (Morotai, Halmahera, Ternate, Tidore och Bacan)
  - Pachycephala griseonota examinata - förekommer på Buru (södra Moluckerna)
  - Pachycephala griseonota griseonota - förekommer på Seram (södra Moluckerna)
  - Pachycephala griseonota kuehni - förekommer i Kaiöarna (Kai Kecil och Kai Besar)
- Pachycephala griseonota johni - förekommer på Obi (norra Moluckerna)

## Status
IUCN kategoriserar arten som livskraftig.